# Paul Rüdiger
Paul Rüdiger (* 30. Mai 1875 Kirchberg (Sachsen); † 17. Februar 1941 in Meerane) war ein deutscher Jurist und Kommunalpolitiker. Er war von 1906 bis 1915 Bürgermeister der Stadt Schwarzenberg/Erzgeb., ab 1915 Erster Bürgermeister und von 1924 bis zu seinem Tod 1941 Oberbürgermeister der Stadt Meerane im Freistaat Sachsen.

## Leben
Rüdiger studierte nach dem Schulbesuch Rechtswissenschaften und promovierte zum Dr. jur. In Glauchau wurde er in den Stadtrat gewählt und am 1. September 1906 zum Bürgermeister der Amtsstadt Schwarzenberg/Erzgeb. ernannt. Dort erfolgte 1909 seine Berufung als Bürgermeister auf Lebenszeit. Allerdings blieb er nur sechs weitere Jahre in dieser Erzgebirgsstadt, u. a. unterstützte er die aufkommende Luftschifffahrt und taufte einen Ballon und war Bevollmächtigter des Bergreviers Johanngeorgenstadt. Am 15. April 1915 wurde Rüdiger auf Lebenszeit zum Ersten Bürgermeister von Meerane gewählt. Die Stadtgemeinde Meerane, die bislang zur Amtshauptmannschaft Glauchau gehörte, wurde am 1. April 1924 bezirksfrei. Nach der genau neun Jahre später erfolgten Einführung der Deutschen Gemeindeordnung vom 30. Januar 1935 wurde der Stadtkreis Meerane gebildet und Rüdiger zum Oberbürgermeister ernannt.
Im Sommer 1937 berichtete Rüdiger auf einer Sitzung des Stadtrates, dass der Jahresabschluss des Geschäftsjahres 1936 der Stadtverwaltung Meerane einen Überschuss von 113.000 Reichsmark aufwies. Als Grund gab er die günstige Entwicklung der Textilindustrie und den Rückgang der Wohlfahrtserwerbslosen an. Am 23. Juni 1937 beantragte er die Aufnahme in die NSDAP und wurde rückwirkend zum 1. Mai desselben Jahres aufgenommen (Mitgliedsnummer 5.172.500).